# Starke, Florida
Starke är en stad (city) i Bradford County, i delstaten Florida, USA. Enligt United States Census Bureau har staden en folkmängd på 5 389 invånare (2011) och en landarea på 18,7 km². Starke är huvudort i Bradford County.